# François Quesnay
François Quesnay (ejtsd: Franszoá Kené vagy Kizni) (Méré, 1694. június 4. – Versailles, 1774. december 16.) a fiziokratizmus megteremtője. Eredetileg Madame de Pompadour és XV. Lajos francia király orvosa.

## Élete
Parasztcsalád 8. gyermekeként született. 11 évesen tanult meg írni-olvasni. Párizsban vésnökinas, majd kórházi rajzoló lett. Szabadidejében sebészetet tanult.
23 évesen orvosi diplomát szerzett. Szakmai hírnevét 1749-ben Madame de Pompadour háziorvosaként alapozta meg. Később XV. Lajost is kezelte.
Idős korában dolgozta ki a fiziokratizmus elméletét.

## Elmélete
Boisguilbert  szellemiségére  emlékeztetően  a  természetes  rend koncepciójára támaszkodva azt hirdette, hogy az egyéni érdekeik által motivált és azokat szabadon érvényre juttató aktorok viselkedése – a felvilágosult uralkodó által biztosított konszolidált monarchikus keretek között – összességében rendezetten (önszabályozó módon)  működő  és  prosperáló  gazdaságot  eredményez.
Gazdag  szakirodalmi  munkásságából  kiemelkedik  a  többféle  változatban,  1758-59-ben  és  1766-ban  megjelent  „Tableau économique”, amely Cantillon körkörös ábrázolására emlékeztető módon mutatja be egy gazdasági év jövedelem- és termékáramlását. A mezőgazdaság felvirágoztatásában látja a nemzetgazdaság fejlődésének zálogát, továbbá – mint Cantillon – a termelési folyamatban betöltött  szerepük  alapján  (mintegy  a  gazdaság  „szerveiként”)  azonosítja  a  társadalom osztályait.
Quesnay társadalmat három osztályra osztotta:
1. a termelők osztálya, amely a mezőgazdaságban dolgozókat foglalja magában;
2. a földesurak osztálya, amely magában foglalja a földesurakon kívül a papságot, a nemességet, a királyi udvartartást és a hivatalnokokat is;
3. a terméketlen osztály, ahová az ipari bérmunkások, kézművesek és az ipari tőkések tartoznak.

A fiziokratizmus szerint ugyanis az iparban nem keletkezik "tiszta termék", az ipar csak a mezőgazdaság termékeit dolgozza fel és nem teremt új értéket. Quesnay az angol Harveynek a vérkeringés orvostudományi felfedezése nyomán alkotta meg a gazdasági élet "vérkeringését" modellező művét a "Tableau économique"-t, a Gazdasági táblázatot. 
Ebben az egyszerű újratermelést mutatja be a pénz és az áruk ellentétes áramlásán keresztül. Nála a tőke körforgását, mint a testben a vérkeringést a szív, a földesurak kiadásai indítják el. A modellben Quesnay azt igyekszik bebizonyítani, hogy az újratermelés csak egyenlő értékek cseréje révén mehet végbe, s az értéktöbblet realizálásához nincs szükség külkereskedelemre, hisz az a mezőgazdaságban keletkezik csak. (Támadja a merkantilizmust.) A modellben levő ellentmondást már az egyik fiziokrata (Bodeau) is felfedezte, aki szerint a terméketlen osztály (ipar) termékeinek egy részét saját maga fogyasztja el, ezért a másik osztályoknak átadott termékmennyiséget értéke fölött kell elidegenítenie.

## Hatása
Quesnay körül tanítványok, követők népes tábora verbuválódott, akik „Économistes” (közgazdászok) néven gyakorlatilag a politikai gazdaságtan  első  iskoláját alkották. A  jövedelmek  körforgásszerű  áramlásáról  szóló  elmélete  és  Tableau Economique-ja, amelyet egyfajta input-output táblának tekinthetünk, a makroökonómiai kategóriákkal dolgozó mai közgazdászok számára sokkal relevánsabbnak tűnik, mint az Adam Smithből kiinduló klasszikus politikai gazdaságtan bármely része.

## Művei
- Tableau économique (1756)
- Maximes générales du gouvernement économique (Páris, 1758)
- Oeuvres économiques et philosophiques de Quesnay (M.-Frankfurt, 1888, kiadta Oncken A.)

## Magyarul megjelent művei
- Quesnay – Turgot munkáiból; ford., bev. Fenyvessy Adolf; Pallas Ny., Budapest, 1887 (Nemzetgazdasági írók tára)

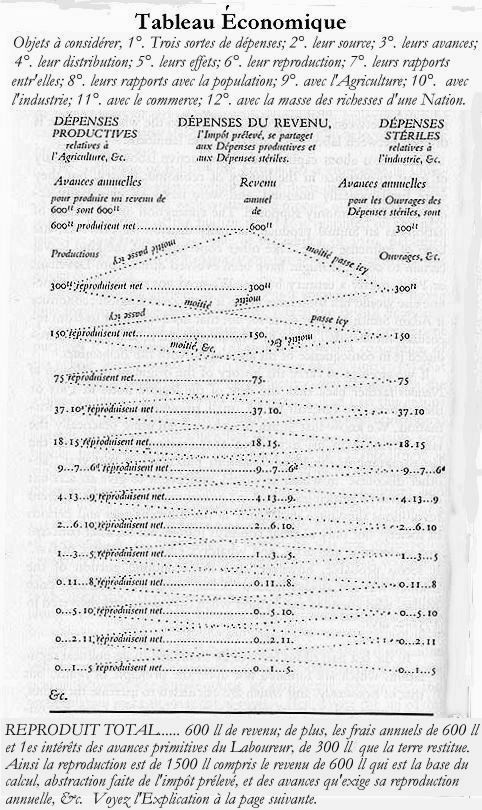
Quesnay Gazdasági táblázata